# Quando io movo i sospiri a chiamar voi
Quando io movo i sospiri a chiamar voi, è il quinto componimento del canzoniere di Francesco Petrarca. Nel sonetto l’autore esalta il nome dell’amata, Laura, attraverso l’utilizzo di acrostici nascosti nei versi. Il componimento si distingue per la sua raffinatezza stilistica e per la forte carica simbolica attribuita al nome della donna.

## Testo
e 'l nome che nel cor mi scrisse Amore,

LAUdando s'incomincia udir di fore

il suon de' primi dolci accenti suoi.

Vostro stato REal, che 'ncontro poi,

raddoppia a l'alta impresa il mio valore;

ma: TAci, grida il fin, ché farle honore

è d'altri homeri soma che da' tuoi.

Cosí LAUdare et REverire insegna

la voce stessa, pur ch'altri vi chiami,

o d'ogni reverenza et d'onor degna:

se non che forse Apollo si disdegna

ch'a parlar de' suoi sempre verdi rami

lingua mortal presumptüosa vegna.»

## Struttura e Acrostici
Il sonetto contiene due acrostici principali:
- Laureta: presente nelle due quartine, è formato dalle sillabe iniziali di "LAUdando", "REal "e "TAci." Il nome Laureta, anagrafico, rappresenta l’oggetto della lode poetica e, allo stesso tempo, allude alla necessità del silenzio da parte del poeta, consapevole dei propri limiti espressivi.[1]
- Laurea: contenuto nelle due terzine, deriva dalle iniziali di "LAUdare", "REverire" e dalla A di "Apollo". Questo nome ha un doppio significato: da un lato si riferisce a Laura, dall’altro all’alloro (laurus), simbolo della poesia e sacro al dio Apollo. Il termine “laurea” rappresenta dunque sia la donna amata sia l’ideale poetico da raggiungere.[1]

## Temi principali
Il sonetto affronta il tema dell’inadeguatezza poetica, riprendendo un topos della letteratura classica: il timore che il poeta non sia all’altezza di cantare la bellezza e la nobiltà dell’amata. L’ultima terzina gioca sull’omofonia tra Laura e lauro, accentuando il legame tra la figura femminile e l’alloro poetico.